# Rick Kruys
Rick Kruĳs, mer känd som Rick Kruys, född 9 maj 1985 i Utrecht, är en nederländsk fotbollsspelare som har spelat för FC Utrecht, Excelsior och Malmö FF, såväl som för det Nederländska U21-landslaget. 

## Klubbkarriär
I juli 2008 skrev Kruys på ett kontrakt på fyra och ett halvt år för Malmö FF.  Han lånades 2011 ut år till FC Volendam där hans far, Gert Kruys, var tränare och före detta fotbollsspelare. Lånet gällde fram till den 1 juni 2011.
Inför hösten 2012 skrev Kruys ett tvåårskontrakt med Excelsior Rotterdam.

## Landslagskarriär
Kruys har spelat 16 matcher och gjort ett mål för det Nederländska U21-landslaget.

## Tränarkarriär
Hösten 2016 började Kruys som tränare för De Meern.